# 雷蒙·科帕球場
雷蒙·科帕球場（法語：Stade Raymond Kopa），2017年之前名为让-布安球场（法語：Stade Jean-Bouin），是一座位於法國昂热的足球場。目前該球場主要用於足球比賽，並且是法國足球甲級聯賽球隊昂热足球俱乐部的主場球場。自2010年看台重新裝修後，球場的容納人數可達17,835人。